# Mariel Zagunis
Mariel Leigh Zagunis (Portland, 3 marzo 1985) è una schermitrice statunitense di origini lituane, specializzata nella sciabola, due volte campionessa olimpica e mondiale a livello individuale.

## Biografia
Atleta di corporatura robusta, il padre e la madre di Mariel Zagunis sono stati entrambi atleti olimpici, Robert Zagunis e Catherine Menges, entrambi nel canottaggio a Montréal 1976. La vittoria ad Atene 2004 fu la prima di uno schermidore statunitense dai tempi di Albertson Van Zo Post, che vinse la competizione di scherma col bastone alle Olimpiadi del 1904. Dopo aver bissato il successo nella prova individuale dei Giochi olimpici di Pechino nel 2008, a Londra 2012 è arrivata quarta nella sciabola individuale, battuta in semifinale dalla coreana Kim Ji-yeon, e, nella finale per il terzo posto, dall'ucraina Olha Kharlan. Nel 2016 vince il bronzo nella sciabola a squadre ai Giochi olimpici di Rio de Janeiro 2016.

## Palmarès
- Giochi olimpici

Atene 2004: oro nella sciabola individuale.
Pechino 2008: oro nella sciabola individuale e bronzo nella sciabola a squadre.
Rio de Janeiro 2016: bronzo nella sciabola a squadre.
- Mondiali di scherma

Budapest 2000: oro nella sciabola a squadre.
New York 2004: argento nella sciabola a squadre.
Lipsia 2005: oro nella sciabola a squadre.
Torino 2006: argento nella sciabola individuale e nella sciabola a squadre
Adalia 2009: oro nella sciabola individuale.
Parigi 2010: oro nella sciabola individuale.
Catania 2011: argento nella sciabola individuale e bronzo nella sciabola a squadre.
Kiev 2012: bronzo nella sciabola a squadre.
Budapest 2013: bronzo nella sciabola a squadre.
Kazan 2014: argento nella sciabola individuale oro nella sciabola a squadre.
Mosca 2015: bronzo nella sciabola a squadre.
- Giochi Panamericani

Guadalajara 2011: oro nella sciabola individuale e nella sciabola a squadre.
Toronto 2015: oro nella sciabola a squadre.
- Campionati Panamericani:

2007: bronzo nella sciabola individuale.